# Something In Common
«Something In Common» (en español: «Algo en Común») es una canción interpretada por Bobby Brown y su esposa, la exitosa y mundialmente famosa Whitney Houston, que apareció en el tercer álbum de Brown, Bobby (1992). La versión sencilla fue lanzada en diciembre de 1993 por MCA, y también estuvo disponible en el álbum recopilatorio de Brown de 1993 Remixes in the Key of B.

## Historia
"Something In Common" está incluida en el álbum de Brown publicado en 1992, Bobby. La versión del sencillo fue descubierta en la compilación de 1993, Remixes In The Key of B. Es el único sencillo en el que ha colaborado la pareja hasta la fecha. La canción habla de dos personas que en principio no se gustan y que finalmente descubren que tienen "algo en común". El video muestra a Brown y Houston sobre techos interpretando la canción.
El sencillo no se publicó comercialmente en Estados Unidos, pero sí en Europa. La mejor posición la alcanzó en Reino Unidos donde llegó al puesto número 16.

## Lista de canciones
CD-Maxi MCA 31529 - 1993
1. «Something In Common» (Radio Edit) - 3:43
2. «Something In Common» (Extended Vocal Version) - 6:55
3. «Something In Common» (Quiet Storm Version) - 4:38

7" sencillo (Reino Unido) MCA MCS 1957 - 1993
A «Something In Common» (Radio Edit) - 3:43
B «Something In Common» (Quiet Storm Version) - 4:38

## Posicionamiento en listas
| Lista (1993)                          | Mejor posición |
| ------------------------------------- | -------------- |
| Alemania (Offizielle Deutsche Charts) | 58             |
| Estados Unidos (Radio Songs)          | 32             |
| Estados Unidos (R&B/Hip Hop Airplay)  | 30             |
| Estados Unidos (Mainstream Top 40)    | 12             |
| Nueva Zelanda (Recorded Music NZ)     | 33             |
| Países Bajos (Dutch Top 40)           | 40             |
| Reino Unido (UK Singles Chart)        | 16             |
| Suiza (Schweizer Hitparade)           | 41             |